# جائزة كندا الكبرى 2003
جائزة كندا الكبرى 2003 (بالإنجليزية: 2003 Canadian Grand Prix)‏ هو سباق فورمولا 1 أقيم بتاريخ 15 يونيو 2003 في حلبة جيل فيلنوف، مونتريال، كندا. كان الثامن من أصل 16 في بطولة العالم لسباقات الفورمولا واحد موسم 2003. حلّ الألماني مايكل شوماخر أولا بينما جاء الألماني رالف شوماخر في المركز الثاني وحصل على المركز الثالث الكولومبي خوان بابلو مونتويا.

## الترتيب النهائي
| الترتيب | السائق         | النقاط |
| ------- | -------------- | ------ |
| 1       | مايكل شوماخر   | 54     |
| 2       | كيمي رايكونن   | 51     |
| 3       | فرناندو ألونسو | 34     |
| 4       | رالف شوماخر    | 33     |
| 5       | روبنز باركيلو  | 31     |
| المصدر: |                |        |